# Myland
 (avril 2023).
Myland est une paroisse civile de l'Essex, en Angleterre.